# Tirukkoyilur
Tirukkoyilur é uma panchayat (vila) no distrito de Viluppuram, no estado indiano de Tamil Nadu.

## Geografia
Tirukkoyilur está localizada a 11° 57′ N, 79° 12′ L. Tem uma altitude média de 73 metros (239 pés).

## Demografia
Segundo o censo de 2001,  Tirukkoyilur  tinha uma população de 27,108 habitantes. Os indivíduos do sexo masculino constituem 49% da população e os do sexo feminino 51%. Tirukkoyilur tem uma taxa de literacia de 78%, superior à média nacional de 59.5%: a literacia no sexo masculino é de 83% e no sexo feminino é de 73%. Em Tirukkoyilur, 10% da população está abaixo dos 6 anos de idade.